# جاي إف. إم. كانون
جاي إف. إم. كانون (بالإنجليزية: J. F. M. Cannon)‏ هو عالم نبات بريطاني، ولد في 22 أبريل 1930، وتوفي في 31 مارس 2008.